# Sadanori Nakamure
Sadanori Nakamure  (jap. 中牟礼 貞則, Nakamure Sadanori; * 15. März 1933 in Izumi, Präfektur Kagoshima) ist ein japanischer Jazzgitarrist.

## Leben
Sadanori Nakamure begann seine Karriere als professioneller Musiker 1952; erste Aufnahmen entstanden 1966 mit Sadao Watanabe und Masabumi Kikuchi (Jazz & Bossa). In den folgenden Jahren spielte er u. a. auch mit Helen Merrill und Charlie Mariano (Folk Soul, 1967), Norio Maeda, Hiroshi Matsumoto, Takeshi Inomata, in den 1970er Jahren auch mit Toshiaki Yokota, Gil Evans, Ann Burton, Kunihiko Sugano, Shun Sakai, Isao Suzuki, Masako Miyazaki, Mari Nakamoto, Yasuko Agawa, außerdem in der Bigband The Third, an deren Alben Tribute to Duke Ellington, Tribute to Norio Maeda (1974) und Take the „A“ Train (1977) er mitwirkte.
1975 nahm Sadanori mit Kunimitsu Inaba das Duoalbum Conversation (Three Blind Mice) auf; 1979 folgte das Trioalbum Live at Shiny Stockings (Victor, mit Masamichi Hosokawa und Takahiro Suzuki). Um 1980 entstand das Album Shungo Sawada Vs. Sadanori Nakamure (Teichiku), das er mit dem Gitarristen Shungo Sawada sowie Kunimitsu Inaba und Donald Bailey (Schlagzeug) einspielte.  In den 1980er-Jahren arbeitete er mit Shōji Yokouchi, Hideko Okiyama, Harumi Kaneko und Martha Miyake. Mit dem Album We'll Be Together Again setzte er 1994 die Kooperation mit Kunimitsu Inaba fort. Im Bereich des Jazz war er zwischen 1966 und 2011 an 47 Aufnahmesessions beteiligt.